# La saga dei Forsyte (film)
La saga dei Forsyte (That Forsyte Woman) è un film del 1949, diretto da Compton Bennett.
Nonostante il titolo fuorviante è tratto solo dal primo libro della saga opera dello scrittore inglese John Galsworthy.

## Trama

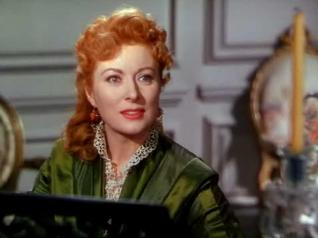
Greer Garson

Irene è sposata con il ricco possidente borghese Soames Forsyte che la tratta come una qualunque delle sue proprietà.
Stanca dell'opprimente marito si innamora di Philip, un giovane e brillante architetto, fidanzato di June, nipote di Soames e sincera e affettuosa amica di Irene stessa.
Scoperta la tresca Soames non accetta di essere lasciato anzi reclama la donna a suo fianco. La donna fugge e Philip, nel tentativo di raggiungerla e calmarla, rimane vittima di un incidente.
Avuta la notizia Irene chiede ospitalità a Jolyon, cugino di Soames e padre di June con il quale convola a nozze dopo aver respinto per l'ennesima volta un riavvicinamento da parte di Soames.

## Produzione
La M-G-M, che produsse il film con il titolo di lavorazione The Forsyte Saga, decise di cambiare il titolo in That Forsyte Woman perché un sondaggio aveva riportato il fatto che la maggior parte degli americani non conosceva il significato della parola "saga".
Gli attori Errol Flynn e Walter Pidgeon erano stati contattati per interpretare rispettivamente i ruoli di Jolyon e Soames. Stanchi però di incarnare i soliti personaggi stereotipati, all'inizio delle riprese decisero di scambiarsi i ruoli. Flynn venne preso in prestito dalla Warner Bros. in cambio di Dick Powell, che girò per la WB Vita col padre.

## Distribuzione
Il copyright del film, richiesto dalla Loew's Inc., fu registrato il 20 ottobre 1949 con il numero LP2596.
Il film fu distribuito nelle sale USA il 3 novembre, presentato poi nel Regno Unito a Londra il 26 dicembre 1949. Nel 1950, la pellicola uscì in Svezia (13 febbraio), Australia (31 marzo), Portogallo (2 aprile), Francia (20 giugno), Irlanda (7 luglio), Argentina (16 agosto), Uruguay (16 novembre), Finlandia (24 novembre); nel 1951, in Spagna (13 febbraio a Barcellona e 24 marzo a Madrid), in Turchia (16 marzo 1951), in Danimarca (5 novembre), nella Germania Ovest (24 novembre) e in Austria. In Germania Est, il film fu trasmesso in tv per la prima volta il 6 ottobre 1985.